# الذهب الإبريز في تفسير وإعراب بعض آي الكتاب العزيز
الذهب الإبريز في تفسير وإعراب بعض آي الكتاب العزيز هو كتاب من تأليف عبد الرحمان الثعالبي (ت. 875 هـ) عبارة عن مجلد كبير في علم التفسير وعلم إعراب القرآن.

## وصف الكتاب
كما يوحي به عنوان الكتاب، فهو في تفسير وإعراب القرآن أو بعض آيات القرآن العظيم، وقد صرّح الشيخ عبد الرحمن الثعالبي في مقدّمة الكتاب بموضوعه وعنوانه، كما ذكر الدّاعي إلى تأليفه وأهم موارده ونبذة عن منهجه.
الكتاب في المجمل في إعراب القرآن وتفسير غريبه، اعتمد فيه المؤلف على ثلاثة مصادر رئيسية.
1. كتاب ابن عطية الأندلسي (ت: 542هـ) وهو: "المحرر الوجيز في تفسير الكتاب العزيز"، والكتاب مطبوع متداول.[5]
2. كتاب إبراهيم الصفاقسي (ت: 742هـ) وهو: «المجيد في إعراب القرآن المجيد»، والكتاب طبع منه إعراب الفاتحة وجزء عم فقط.[6]
3. كتاب أبي البقاء العكبري (ت: 616هـ) وهو: «التبيان في إعراب القرآن»، والكتاب مطبوع متداول.[7]

## نبذة عن المؤلف
هو عبد الرحمن بن محمد بن مخلوف الجعفري الهاشمي الزينبي، يكنى أبا زيد، ويلقب بالثعالبي الجزائري، مفسر، فقيه مالكي، صوفي، ومتكلم على مذهب الأشاعرة. ولد بالجزائر موطن آبائه وأجداده الثعالبة، وهو أحد أعلام الأشاعرة المالكية في القرن التاسع الهجري. له تآليف غزيرة دالة على رسوخه العلمي ذكرها في فهرسته المسماة «بغية الوافد وبغية الطالب الماجد» التي تضمنت أسانيده العلمية، ومن مؤلفاته الأخرى: الجواهر الحسان في تفسير القرآن، وروضة الأنوار المضيئة الجامعة بين الشريعة والحقيقة، وروضة الأنوار في معجزات المختار، وشرح مختصر ابن الحاجب الفرعي وغيرها. ومنها كتابه هذا: «حقائق التوحيد».

## تحقيق المخطوط
عثر «الأستاذ محمد شايب شريف» على مخطوط «الذهب الإبريز» عام 2008م في خزانة المكتبة الوطنية الجزائرية.
فأثناء تنقيبه في مجاميع المخطوطات في هذه المؤسسة العريقة، اكتشف هذه النسخة النفيسة ضمن مجموع يحمل رقم 3407.
واتضح من معاينة المخطوط أن ناسخه هو المثبت في آخره: محمّد بن طيفور بن أحمد بن طيفور، وقد ذكر الناسخ أنه كتبه لشيخه منصور بن محمد بن منصور القيرواني.
ويقع مخطوط الذهب الإبريز في 154 ورقة من الحجم المتوسط، وهو مكتوب بخط مغربي واضح على العموم، معدل عدد الأسطر في الصفحة الواحدة (21) سطرا، ومعدل عدد الكلمات في السطر الواحد (10) كلمات.

## محتوى الكتاب
هذا ملخص محتويات كتاب «الذهب الإبريز» الذي ألفه الشيخ عبد الرحمن الثعالبي.
1. باب إعراب أعوذ بالله من الشيطان الرجيم
2. باب إعراب بسم الله الرحمن الرحيم
3. باب مخصص لكل سورة من سور القرآن الكريم

## الطبعات
قامت «دار الكتب العلمية» في بيروت بإصدار الطبعة الأولى من كتاب «الذهب الإبريز» بتاريخ 15 فيفري 2018م (1439 هـ).
وجاءت هذه الطبعة بالاشتراك مع المحقق «أبي بكر بلقاسم ضيف» في إخراج فني بغلاف ورقي من حجم 24سم×17سم، وبعدد صفحات بلغ 672 صفحة ضمن مجلد واحد.

## وصلات خارجية
- كتاب الذهب الإبريز في تفسير وإعراب بعض آي الكتاب العزيز لأبي زيد عبد الرحمن الثعالبي